# Châtillon-sur-Chalaronne
Châtillon-sur-Chalaronne és un municipi francès, situat al departament de l'Ain i a la regió d'Alvèrnia-Roine-Alps.